# Cathédrale Saint-Pierre de Poitiers
La cathédrale Saint-Pierre de Poitiers est une cathédrale catholique romaine située à Poitiers, dans le département de la Vienne et la région Nouvelle-Aquitaine. Elle est le siège de l'archidiocèse de Poitiers. En plus de son titre d'église archiépiscopale, elle a rang de basilique mineure depuis le 1er mars 1912. Moins connue que l'église Notre-Dame-la-Grande, cet immense vaisseau de pierre est pourtant le plus vaste édifice religieux de la ville et un repère visible de loin dans le paysage urbain.
Construite à l'initiative de l'évêque de Poitiers et du chapitre de Saint-Pierre après 1150, consacrée en 1379, elle est de style gothique angevin (emploi de voûtes bombées sur plan carré) et s'apparente aux églises-halles par sa division en trois vaisseaux de hauteur presque égale. La façade, cantonnée de deux tours inachevées, emprunte des éléments à la grammaire stylistique du nord de la France.
L'intérieur conserve des stalles du XIIIe siècle et une collection de vitraux historiés datant des XIIe et XIIIe siècles, parmi lesquels une Crucifixion, comptant parmi les sommets de l'art du vitrail médiéval français.

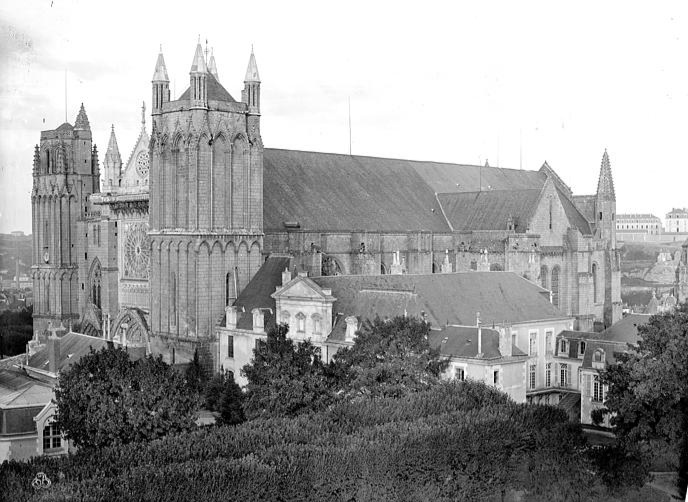
Cathédrale de Poitiers,vue côté sud ouest

## Histoire

### Cathédrale primitive

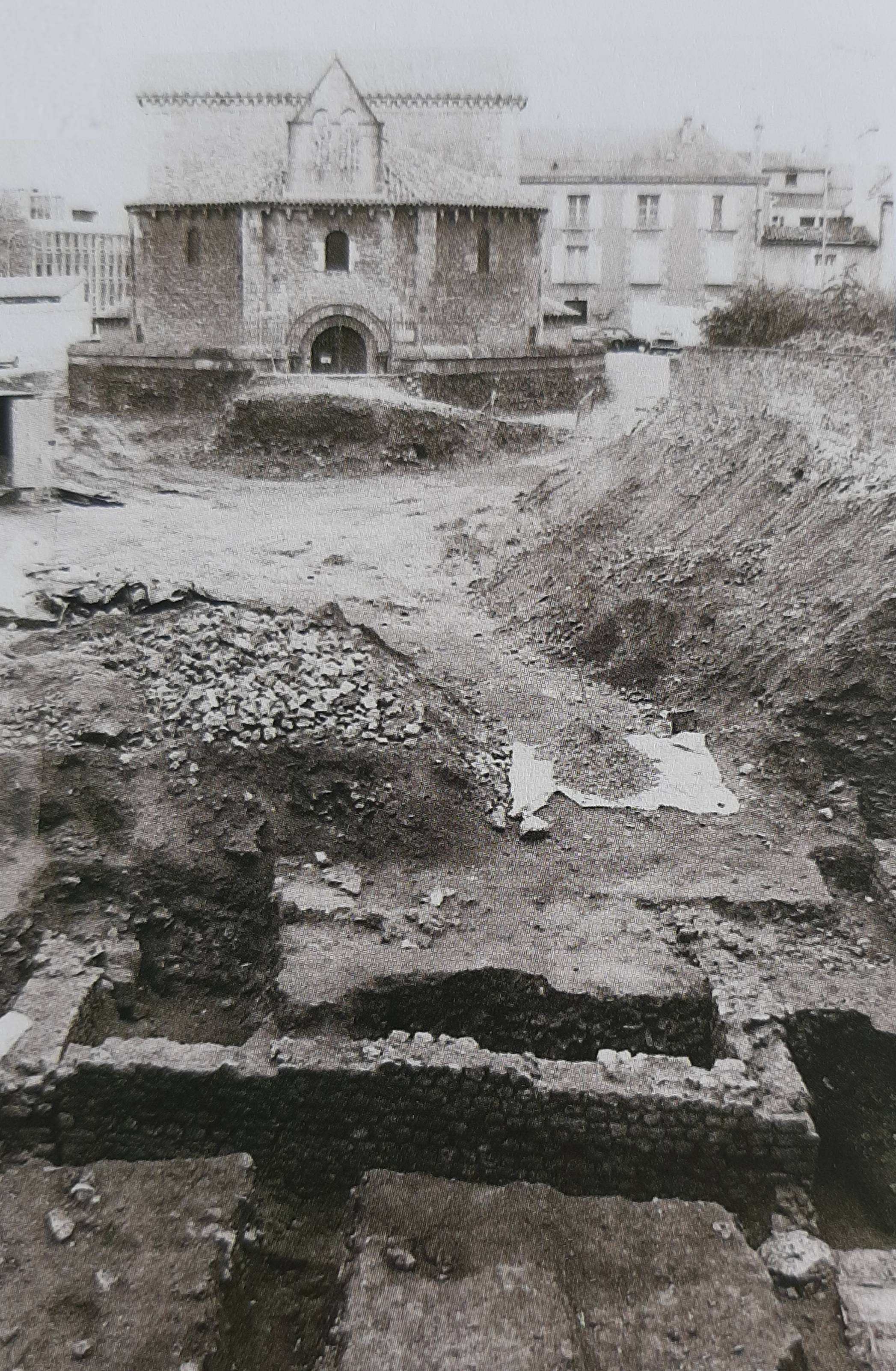
Façade de la cathédrale antique de Poitiers

La cathédrale gothique est bâtie au nord de l'antique cathédrale d’Hilaire de Poitiers aujourd'hui disparue. Elle fut reconstruite à l'emplacement actuel à partir de 839.
La cathédrale antique se trouvait à l'ouest du baptistère Saint-Jean, à l'intérieur de l'enceinte gallo-romaine qu'elle avoisinait. Ses fondations ont été retrouvées lors de fouilles réalisées en 1986, lors de la construction de l'espace Pierre Mendès-France et l'aménagement du souterrain reliant ce centre au musée Sainte-Croix. Reconstruite sur la cassette de l'Empereur en 839 à l'emplacement de la cathédrale actuelle, celle-ci fut peut-être rebâtie plusieurs fois jusqu'au nouveau millénaire. En 1018, un incendie la détruisit en même temps qu'une partie de la ville. En 1024, elle fut restaurée et agrandie par les soins du comte de Poitou, duc d'Aquitaine Guillaume le Grand. Le concile de Poitiers, évènement particulièrement important, s'y tint en 1078.

### Cathédrale actuelle

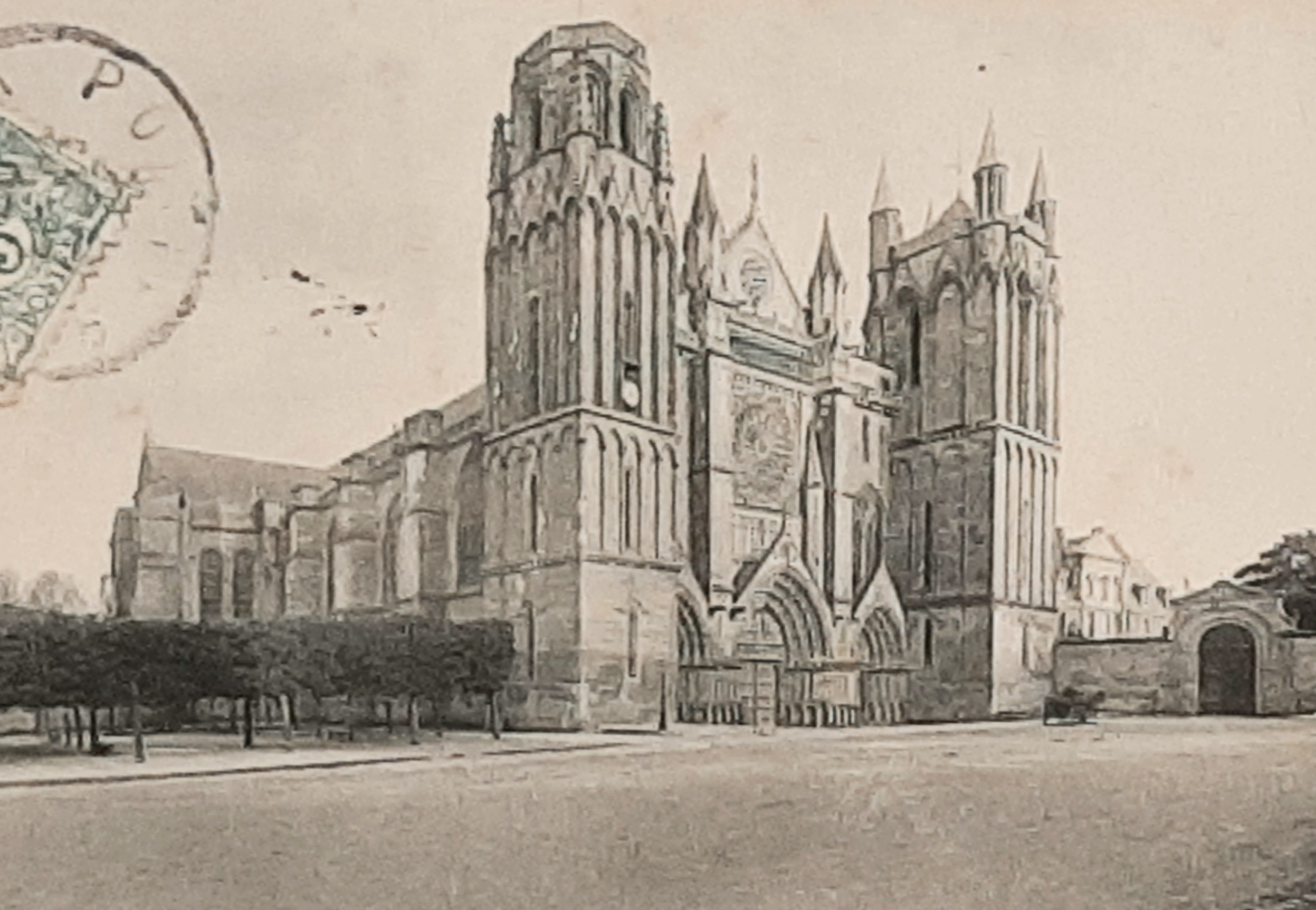
Cathédrale St-Pierre et St-Paul de Poitiers, carte postale ancienne

Les fondations de la cathédrale actuelle ont été posées peu après le milieu du XIIe siècle,, à l'initiative de l'évêque de Poitiers et du chapitre de Saint-Pierre. Elle fut financée par l'évêque et le chapitre cathédral mais aussi peut-être par la duchesse Aliénor d'Aquitaine (1124-1204), et son mari Henri II d'Angleterre (1133-1189), comme par l'ensemble des fidèles. La construction fut longue car l'église ne fut définitivement consacrée que le 17 octobre 1379.
La construction s'effectua en sept campagnes successives. Elles ne suivirent pas un plan prédéfini, ce qui explique de nombreux repentirs et des reprises au cours du chantier. En effet, le parti initial, un gothique angevin aux voûtes bombées, apparut de plus en plus archaïque au fur et à mesure de l'allongement des travaux. Le désir de construire au goût du jour se heurtait aux choix constructifs mis en place lors des travaux précédents.
Ainsi ont eu lieu des modifications importantes des plans de l'élévation lors de la cinquième campagne, au début du XIIIe siècle. Par exemple, le haussement de la voûte de la nef centrale de 23 m à 27,9 m depuis la croisée du transept jusqu'au chevet occidental. Cette élévation a entraîné de revoir l'ensemble des toitures provisoires pour donner à la nef une couverture homogène des trois vaisseaux.

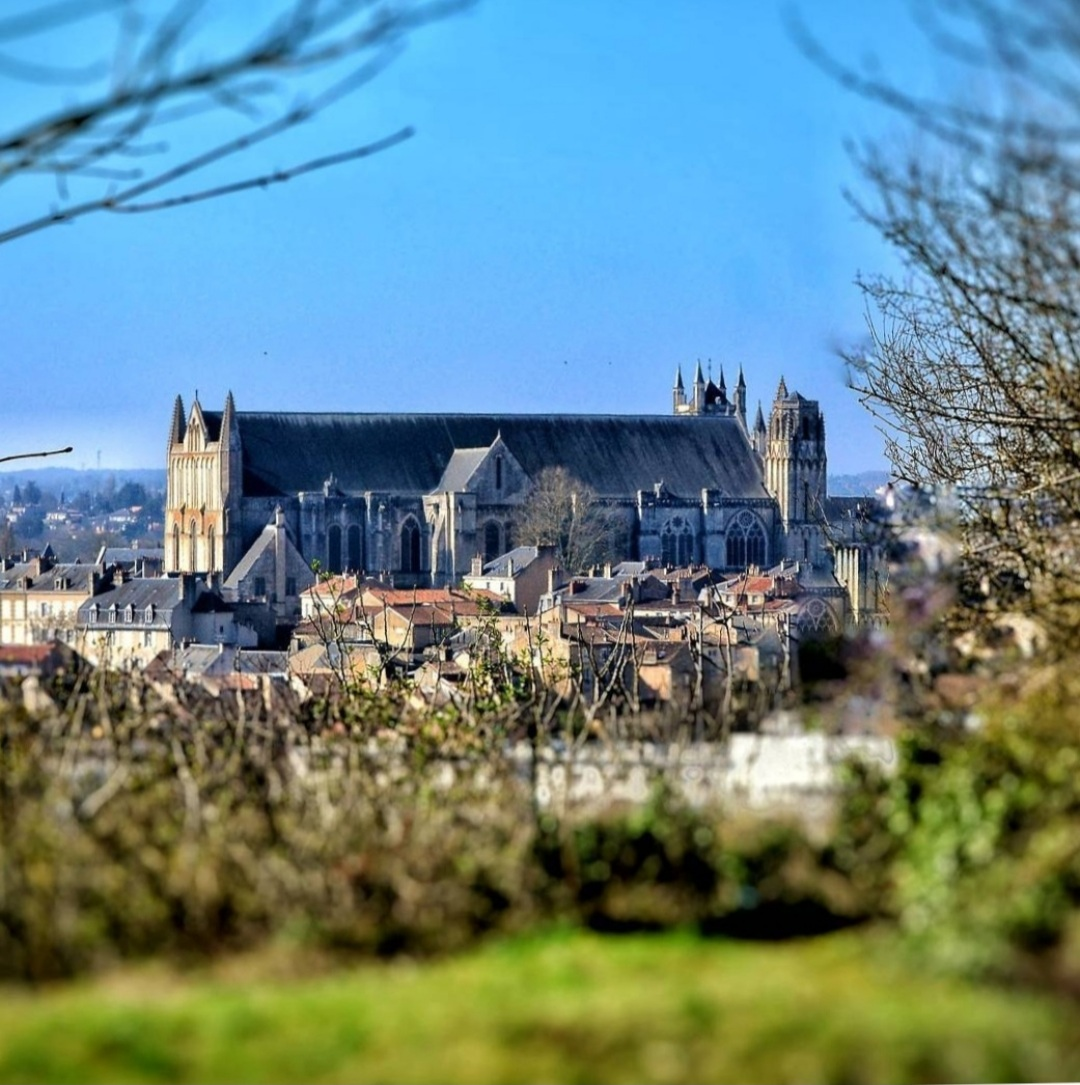
Cathédrale St-Pierre de Poitiers

La construction a commencé par les deux travées orientales et le bras sud du transept. Les voûtes de cette première campagne se reconnaissent à leurs grosses nervures dépourvues de clef (comme le gothique primitif du déambulatoire de la basilique Saint-Denis). Mais comparées à Notre-Dame la Grande dans la même ville, elles marquent la naissance d'un nouveau style. Plus on avance vers l’ouest, plus les nervures sont fines, tandis que les baies passent à l'art gothique rayonnant. Vers la fin du XIIe siècle, le mur nord de la nef et la base de la tour nord de la façade occidentale sont construites. Ensuite les voûtes de la première travée du chœur et du transept sont élevées. Une tour est construite à la croisée du transept. Puis le côté sud est bâti. La façade occidentale, quant à elle, date pour l’essentiel du deuxième tiers du XIIIe siècle.
En 1346, pendant la guerre de Cent Ans, la cathédrale est pillée par les troupes anglaises du comte de Derby.
Les tours n’ont été terminées qu’au début du XVIe siècle.
Lors des guerres de Religion, en 1562, la cathédrale fut pillée et abîmée par les Huguenots. En 1569, Poitiers est assiégé par les troupes protestantes. On peut voir encore, de nos jours, les impacts de boulets que l'amiral de Coligny fit tirer des Dunes sur le chevet de la cathédrale.

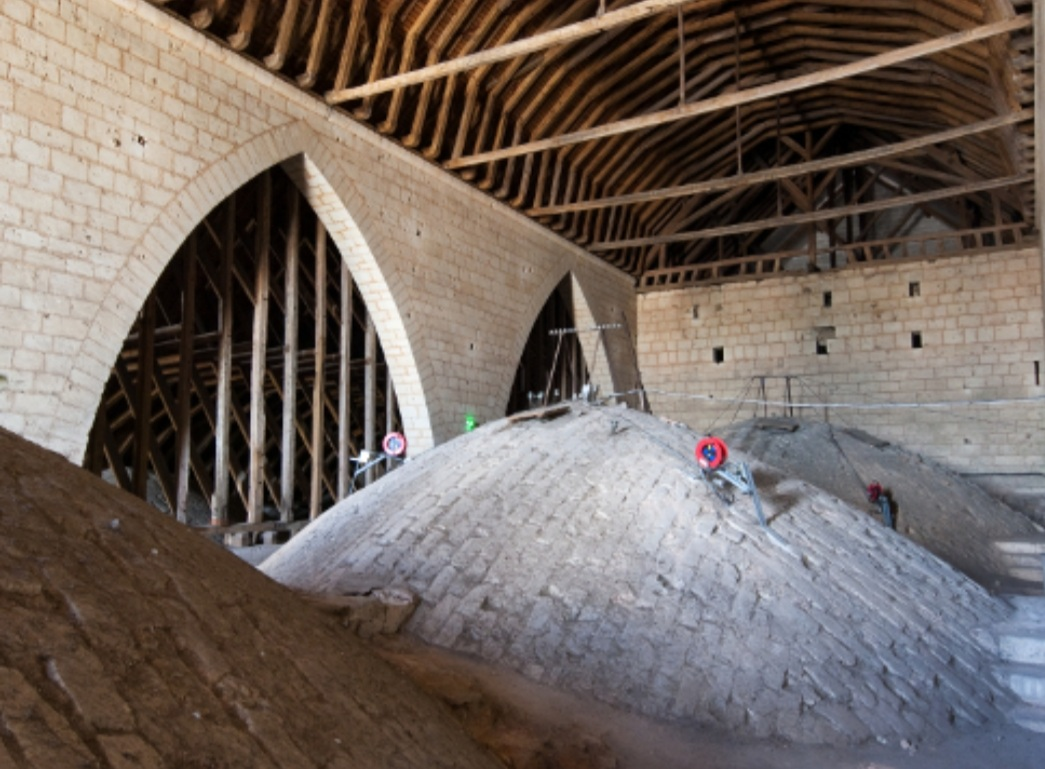
Cathédrale de Poitiers, combles de ls nef et charpente

En 1681, pendant les fêtes de Noël, un incendie détruisit l'orgue et dégrada la rosace. Elle est reconstruite et recomposée en 1687 dans un langage plus fleuri, selon des plans proches de ceux de la rosace du transept nord de la cathédrale de Paris.
Une flèche sur la croisée était nantie de cloches. Au Moyen Âge, une croyance voulait que le son des cloches éloigne la foudre mais celle-ci la frappa plusieurs fois. Devant les réparations répétées, l’évêché fera démonter la flèche du chœur en 1737.
De 1771 jusqu'à la Révolution, de nouveaux chantiers furent entrepris comme la reprise de la charpente de la nef ou la tribune des orgues en 1777.
De 1793 à 1795, pendant la période révolutionnaire, la cathédrale sert de Temple de la Raison. Le siège épiscopal est rétabli en 1801.
En 1912, elle reçut de Pie X le titre de basilique mineure.

## Fonction

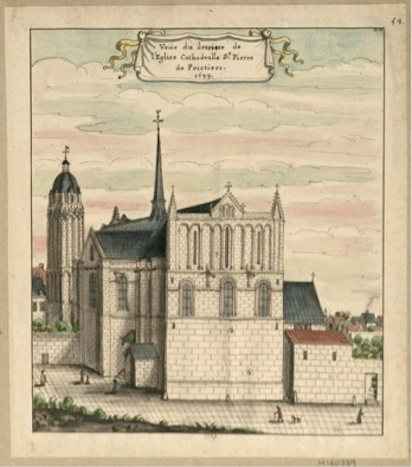
Cathédrale de Poitiers, gravure par Louis Boudan, 1699

La cathédrale est l’église de l’évêque, c’est là qu’il a son siège (cathedra en latin). Jusqu’à la Révolution de 1789 un chapitre de chanoines y a assuré le service du culte, la prière des heures de chaque jour ; il a eu aussi un certain temps la charge d’élire le nouvel évêque lors des vacances de siège. Chanoines et personnel auxiliaire de chapelains et clercs représentaient plusieurs dizaines de personnes, d’où l’importance du chœur et le nombre de stalles. La nef était réservée aux grandes cérémonies et aux deux réunions synodales annuelles d’un très vaste diocèse qui, au moment de la construction de l’actuel édifice, comptait plus de 1 200 paroisses.
Après la Révolution la cathédrale est devenue église paroissiale. En 1801 le siège épiscopal est rétabli. Depuis 2002 Poitiers a été élevé au rang d'archevêché, l'édifice devient donc la cathédrale de l'archevêque. L'archevêché de Poitiers regroupe Angoulême (Charente), Limoges (Haute-Vienne et Creuse), La Rochelle et Saintes (Charente Maritime) et Tulle (Corrèze).

## Description

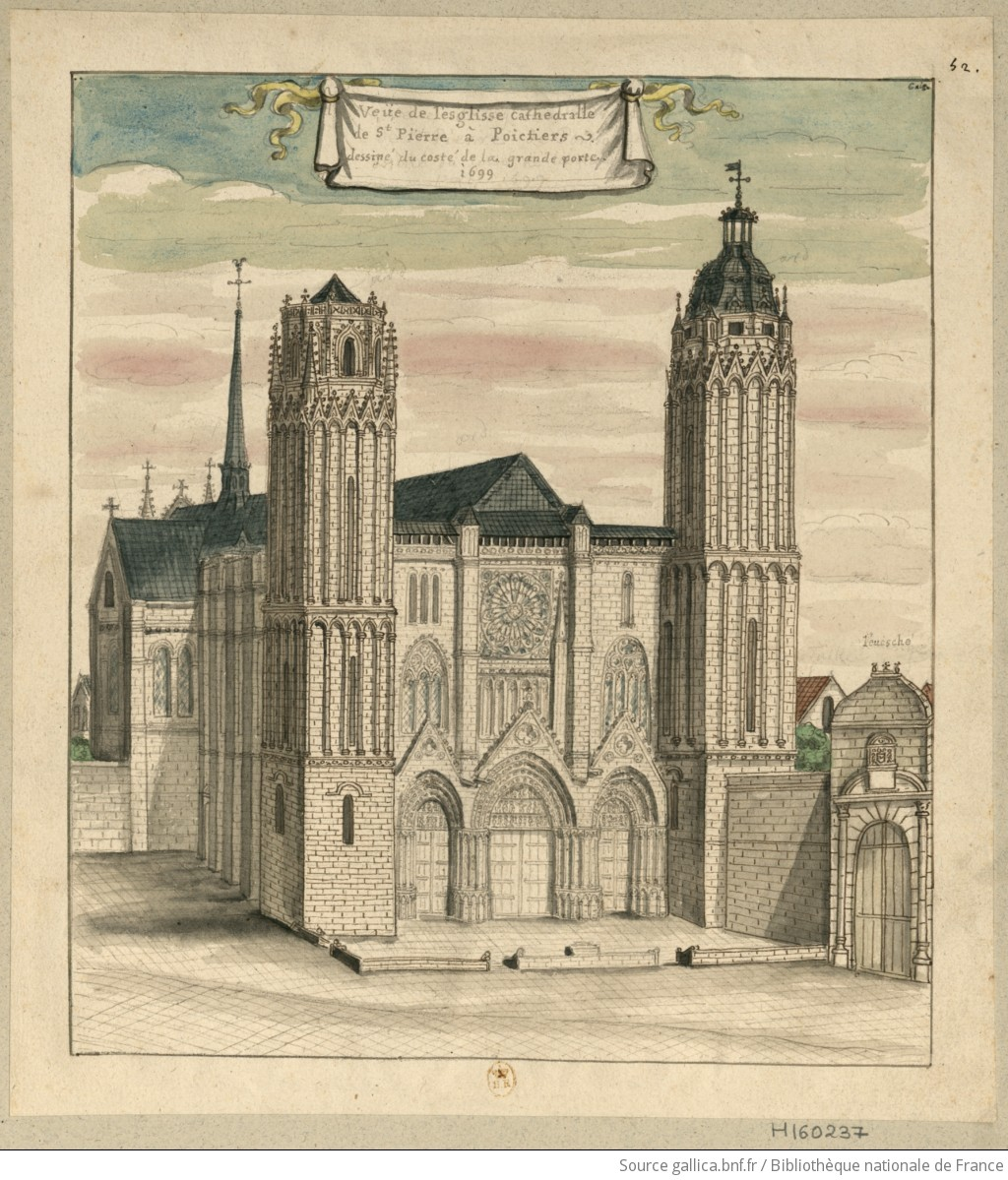
Cathédrale de Poitiers, gravure par Louis Boudan, 1699

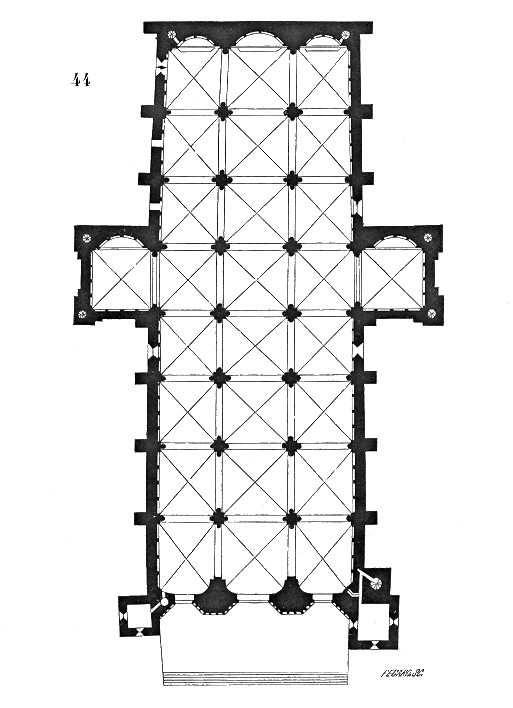
Plan de la cathédrale.

Le plan de la cathédrale est celui d'une grande église rectangulaire à transept saillant, de trois travées pour le chœur, de quatre pour la nef.

### Dimensions
Ces mesures ont été établies à partir de celles qui sont répertoriées par l'abbé Charles-Auguste Auber dans son ouvrage consacré à l'histoire de la cathédrale de Poitiers, publié en 1849; ainsi que celles signalées par Claude Andrault-Schmitt dans un ouvrage consacré à la restauration du bras sud du transept
- Longueur de la nef hors d’œuvre : 96,40m
- Largueur intérieure de la nef côté façade occidentale : 34,40m
- Largueur intérieure de la nef côté façade orientale : 30,40m
- Largeur de la nef centrale entre les piliers : 10,50m
- Largeur de chaque nef collatérale entre les piliers : 09,50m
- Longueur du transept : 58m
- Largeur des chapelles du transept d'est en ouest : 14m
- Profondeur des chapelles du transept du nord au sud : 12,70m
- Largeur extérieure du chevet oriental : 36m
- Largeur extérieure de la façade occidentale tours comprises : 46m
- Hauteur extérieure du chevet plat oriental depuis le pavé de la rue Ste-Croix : 39m
- Hauteur du soubassement au pied du chevet oriental rue Ste-Croix : 02m
- Dénivelé entre le pavé de l'église et le pavé du parvis occidental : 80cm
- Dénivelé entre le parvis occidental et le niveau de la place de la Cathédrale : 01,70m
- Dénivelé total du terrain depuis le pied du chevet oriental rue Ste-Croix et le niveau de la place de la Cathédrale côté occidental : 04,50m
- Hauteur de l'ensemble des voûtes situées à l'est du transept : 23m
- Hauteur de la voûte de la nef centrale depuis la croisée du transept jusqu'à la façade ouest : 27,90m
- Hauteur de la voûte des collatéraux depuis la croisée du transept jusqu'à la façade ouest : 23,50m
- Hauteur de la tour nord au-dessus du pavé de la place de la cathédrale : 32m
- Hauteur de la tour sud au-dessus du pavé de la place de la cathédrale, sans les clochetons et le toit : 34m
- Hauteur de la tour sud au-dessus de la place de la cathédrale avec les clochetons et le toit : 40m
- Diamètre de la rosace de la nef : 9m (comprise dans un quadrilatère de 81m2)
- Hauteur de la tribune de l'orgue depuis le pavé de la cathédrale : 10m
- Hauteur du buffet de l'orgue : 14m
- Largueur du buffet de l'orgue : 09,70m

### L'extérieur

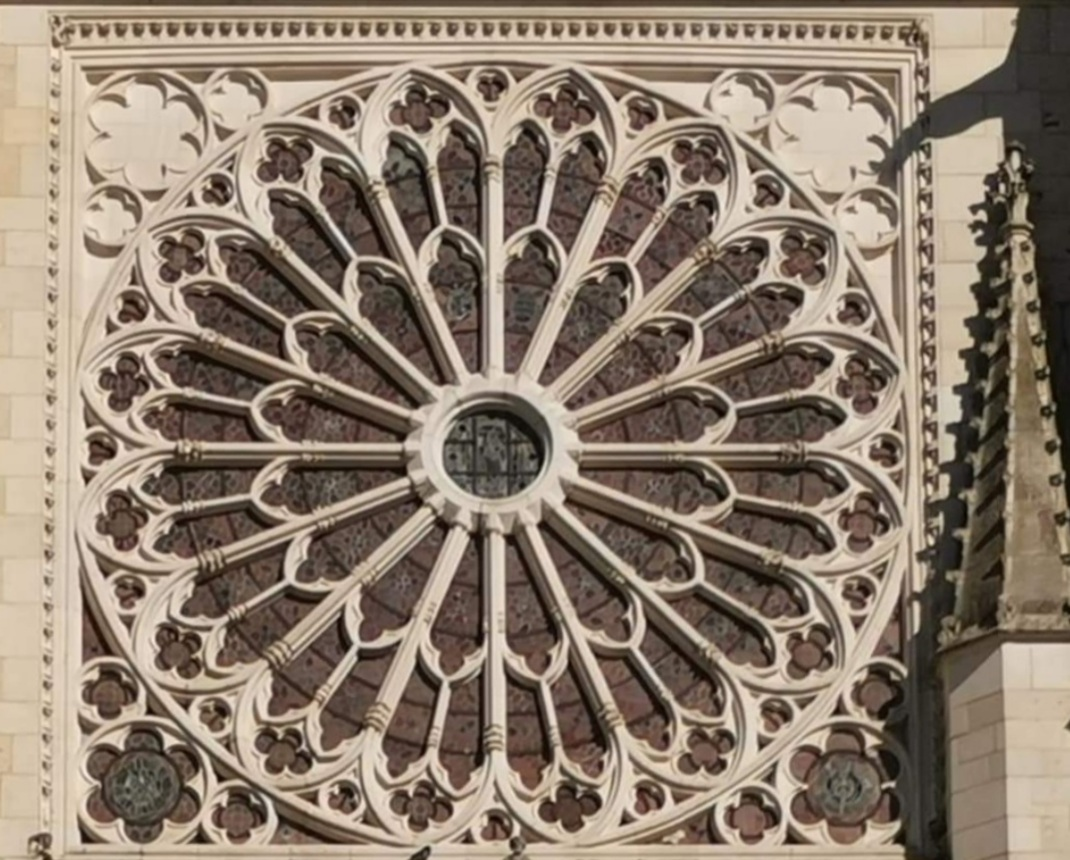
Rosace de 1687 de la cathédrale Saint-Pierre de Poitiers

La cathédrale est de style gothique angevin. La façade, avec sa rosace et ses trois portails à gable, a subi l’influence de l'architecture gothique du nord de la France. Les sculptures en haut-relief illustrent sur trois étages le Jugement dernier.
Commencée en une période de grande innovation architecturale, contemporaine des grands chantiers qui vont définir le point de départ de l'architecture gothique, la longueur et les repentirs de sa construction vont en faire un édifice isolé dans l'évolution de l'architecture gothique.

#### Le chevet

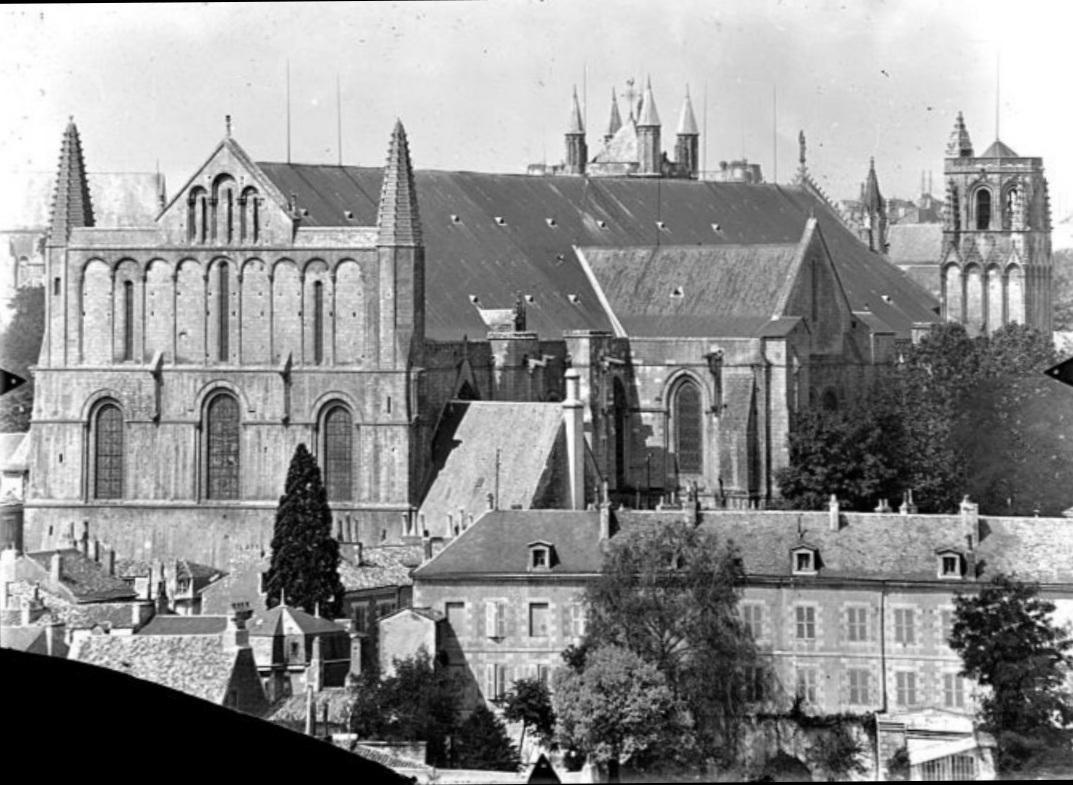
Chevet plat de la cathédrale Saint-Pierre de Poitiers

Le chevet est composé d'un simple mur droit de 39m de haut, sans arcs-boutants. C'est une des rares cathédrales de France à présenter cette particularité, avec celles de Laon et de Luçon.
Les impacts de boulets visibles sur le chevet de la cathédrale traduisent la violence de la canonnade essuyée par cette partie de la ville en 1569 lors du siège de Poitiers par les troupes protestantes de l'amiral de Coligny.

#### Le vaisseau

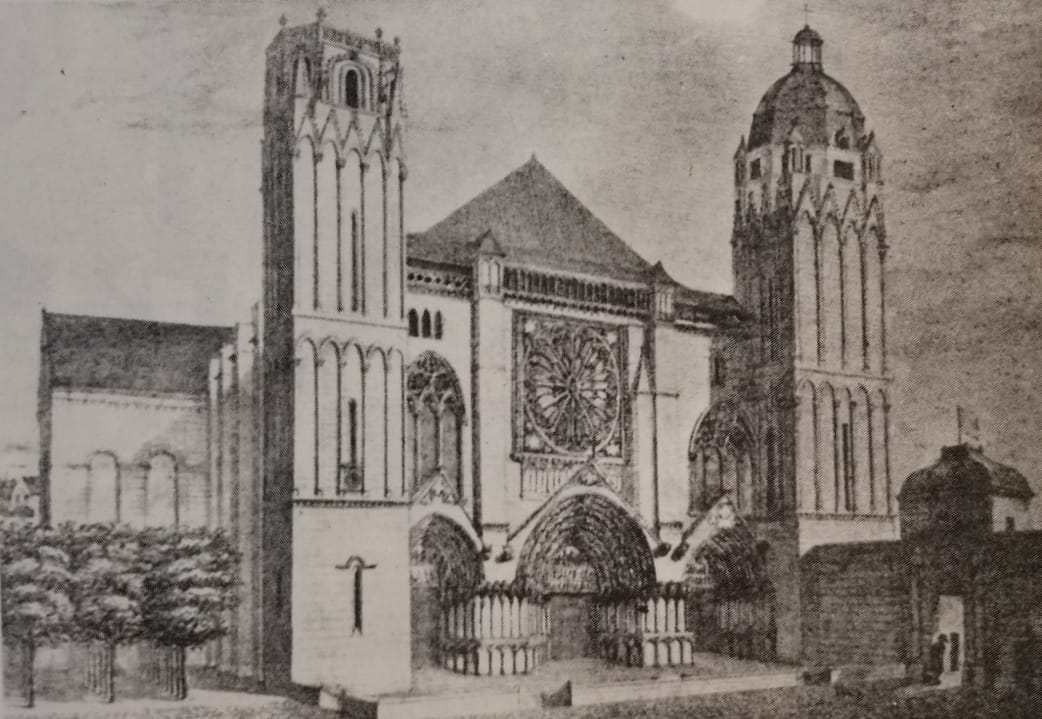
Cathédrale de Poitiers, lithographie

L'édifice est couvert par une immense toiture à deux pans, d'une surface totale de plus de 5 500 m2 d'ardoise.
Des contreforts massifs en lieu et place des arcs-boutants soutiennent l'édifice.
La porte Saint-Michel, percée sur le flanc nord de la nef vers 1180, est décorée de chapiteaux historiés qui forment une frise. Sur les hauts tailloirs, sculptés uniquement du côté gauche, sont représentés les mages qui rendent visite à Hérode et qui chevauchent vers Bethléem. Sur les corbeilles correspondantes, le sculpteur a imagé le Massacre des Innocents et la Fuite en Égypte. À droite, sont figurés, sans souci de la chronologie narrative, l'Annonciation, le Songe de Joseph, l'Adoration des Mages et la Visitation. L’intérêt de ces sculptures réside dans l'art du relief et la force suggestive qui transcendent la barrière conventionnelle établie entre l'art roman et l'art gothique.

#### La façade occidentale

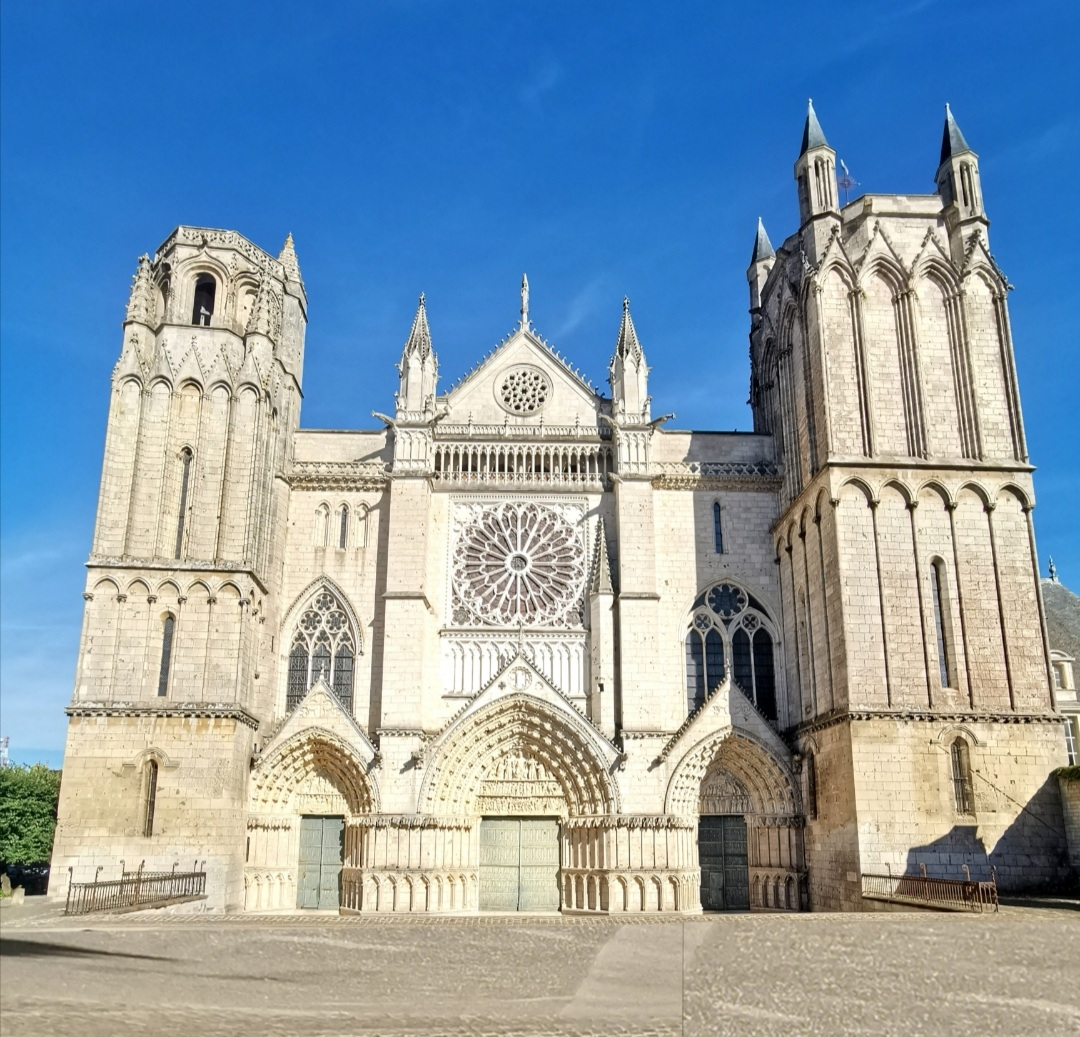
Cathédrale Saint-Pierre de Poitiers, façade ouest

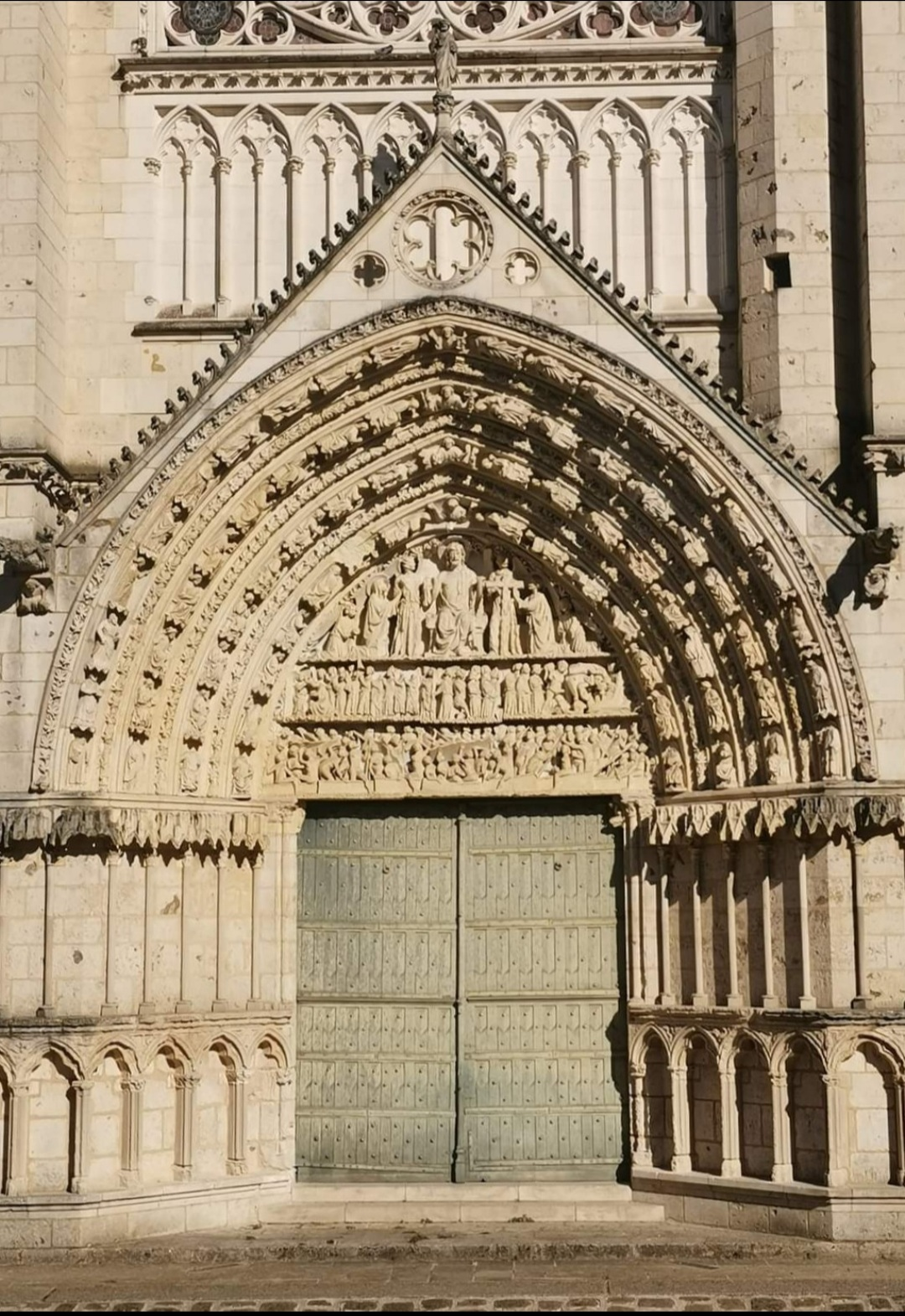
Cathédrale Saint-Pierre de Poitiers, tympan central

La façade, disposée en retrait des deux tours, date du milieu du XIIIe siècle. Elle est structurée par une rosace de 9 mètres de diamètre et par trois portails à gable. Elle a subi l’influence de l’architecture gothique du nord de la France. En effet, la rosace ressemble dans son dessein à celle du bras sud du transept de la cathédrale Notre-Dame de Paris.
Le portail central est illustré par la scène du Jugement dernier, sculpté sur trois registres. Les morts s'extraient de leurs tombeaux dans un prodigieux mouvement d'ensemble. Saint Michel, glaive en main, sépare les élus des damnés qui sont précipités vers la gueule monstrueuse du Léviathan. Le Christ Juge montre ses plaies. À ses côtés, se tiennent la Vierge et saint Jean agenouillés, ainsi que les anges qui exhibent les instruments de la Passion. Les personnages de l'Ancien et du Nouveau Testament peuplent les voussures.
Le portail de gauche rassemble, en deux registres, la Dormition de la Vierge et le Couronnement de la Vierge. Les personnages qui se pressent autour de Marie, étendue sur son lit de mort à l'instant de son Assomption, sont remarquables par l'élégance de leurs silhouettes, par le relief et la fluidité des drapés et par la dignité recueillie des attitudes. Au-dessus, le Christ bénit sa mère que couronnent des anges. Dans la voussure, prennent place des saintes, des saints et des clercs.
Le tympan du portail de droite est dédié à saint Thomas. Ce choix thématique est rare dans la sculpture gothique. Si la scène de l'incrédulité de l'Apôtre est traditionnelle, l'iconographie du registre supérieur utilise le récit rapporté par la Légende Dorée de Jacques de Voragine : l'apparition céleste d'un palais que l'apôtre doit construire pour un roi des Indes. Il est ainsi possible de découvrir un édifice en forme de tabernacle qui plane au-dessus de la scène montrant saint Thomas en train de prêcher, de baptiser et de faire l’aumône. Cette scène montre que le vrai palais est spirituel et non matériel. Dans les voussures sont figurés des anges, des saints armés comme des chevaliers ainsi que la parabole des vierges folles et des vierges sages.
Exécuté autour de 1250 par un ou plusieurs ateliers dont certains ont aussi travaillé à Charroux, l'ensemble des sculptures du portail de façade occidentale de la cathédrale Saint-Pierre rivalise avec les ensembles des cathédrales de Paris, de Bourges ou de Reims.
Le deuxième niveau ouvre par une grande rosace.
La galerie et le pignon sont un ajout néo-gothique du XIXe siècle.

### L'intérieur
L'architecture de la cathédrale Saint-Pierre est typique d'une église-halle avec sa hauteur sous voûte comparable dans la nef et les bas-côtés . Il n'y a ni chapelles latérales, ni chapelle absidiale importante.

#### La nef

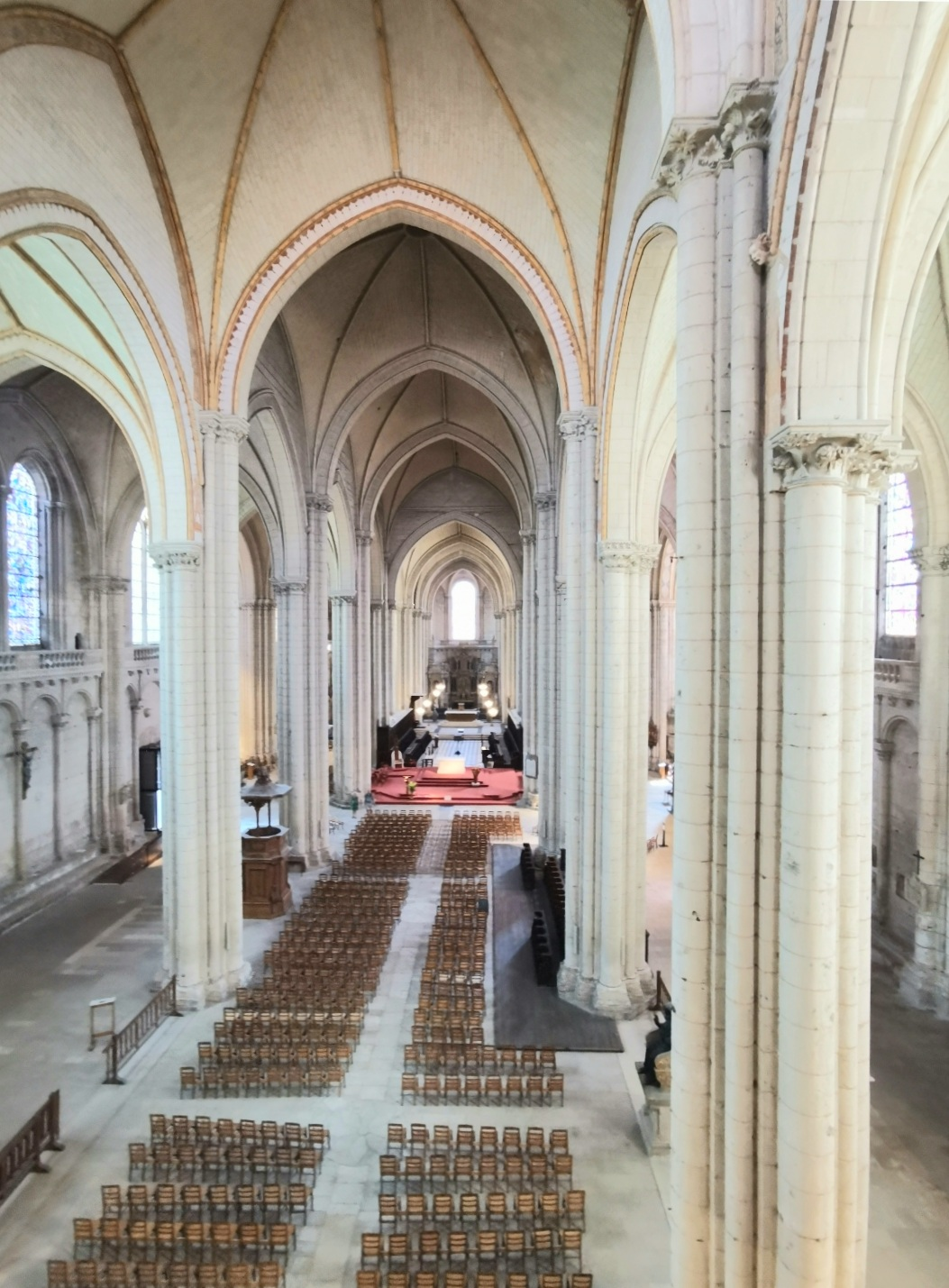
Église-halle d'ouest en est

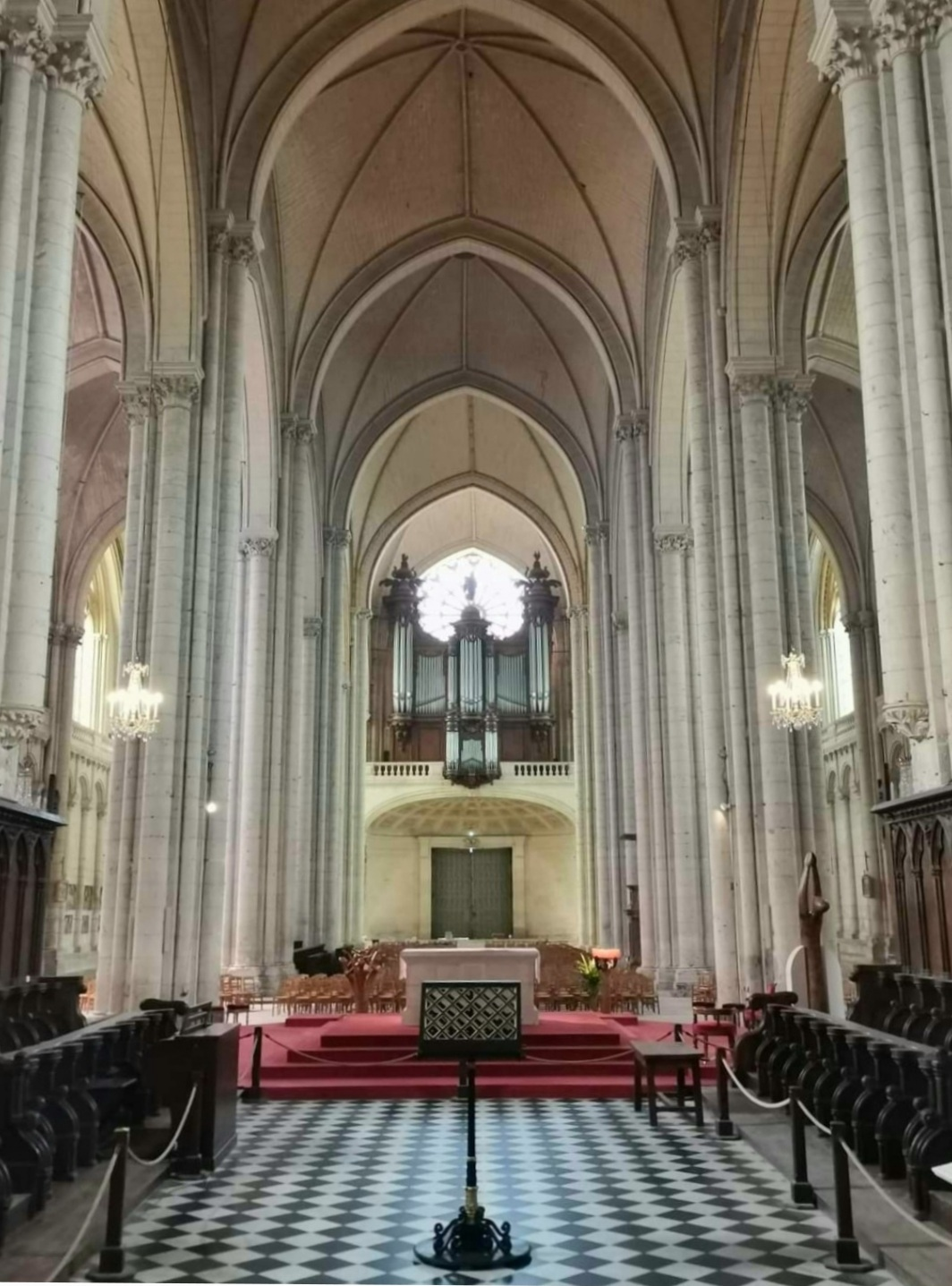
Église-halle d'est en ouest

L'intérieur se compose de trois vaisseaux qui se contrebutent mutuellement. Les grandes arcades de la nef ne se trouvant relayées par aucun triforium ni registre de fenêtres hautes, les sources d'éclairage sont reportées sur le périmètre mural, par des baies géminées.
Les parois sont doublées d'un registre continu d'arcatures qui soutiennent une étroite coursière de circulation. Cette dernière, ornée de nombreux modillons, contourne les supports par des passages coudés. Les tire-fonds sont incrustés dans le sol de cette coursière. Les barres métalliques sont reliées les unes aux autres.
Les trois absides semi-circulaires qui concluent la nef, sont aménagées dans l'épaisseur du chevet.
La hauteur inusitée des collatéraux et le bombement des voûtes de type angevin s'allient pour obtenir la diffusion d'une lumière recherchée pour sa signification théologique. Le surhaussement et l'élargissement d'est en ouest ajoutent aux effets de perspective. Dans la partie des voûtes visibles sous la charpente de la toiture, les bâtisseurs ont incrusté de grandes poteries pour augmenter la réverbération sonore.

#### Le labyrinthe
Face à l'autel dans la nef sur la droite, un labyrinthe en forme d'arbre, dessiné dans la pierre de moins d'un mètre de diamètre à hauteur d'homme représente peut-être celui qui existait au sol et qui a disparu. Signe de la création et du déroulement de la vie, l'arbre est ici élevé au rang de symbole christologique: l'arbre de vie porteur du salut. Le cheminement proposé n'aboutit pas au centre fait de plein et de vide, mais à une bifurcation, véritable nœud ontologique qui ramène au même point: aller et retour, mort et résurrection, passage des ténèbres à la lumière.

#### Le transept

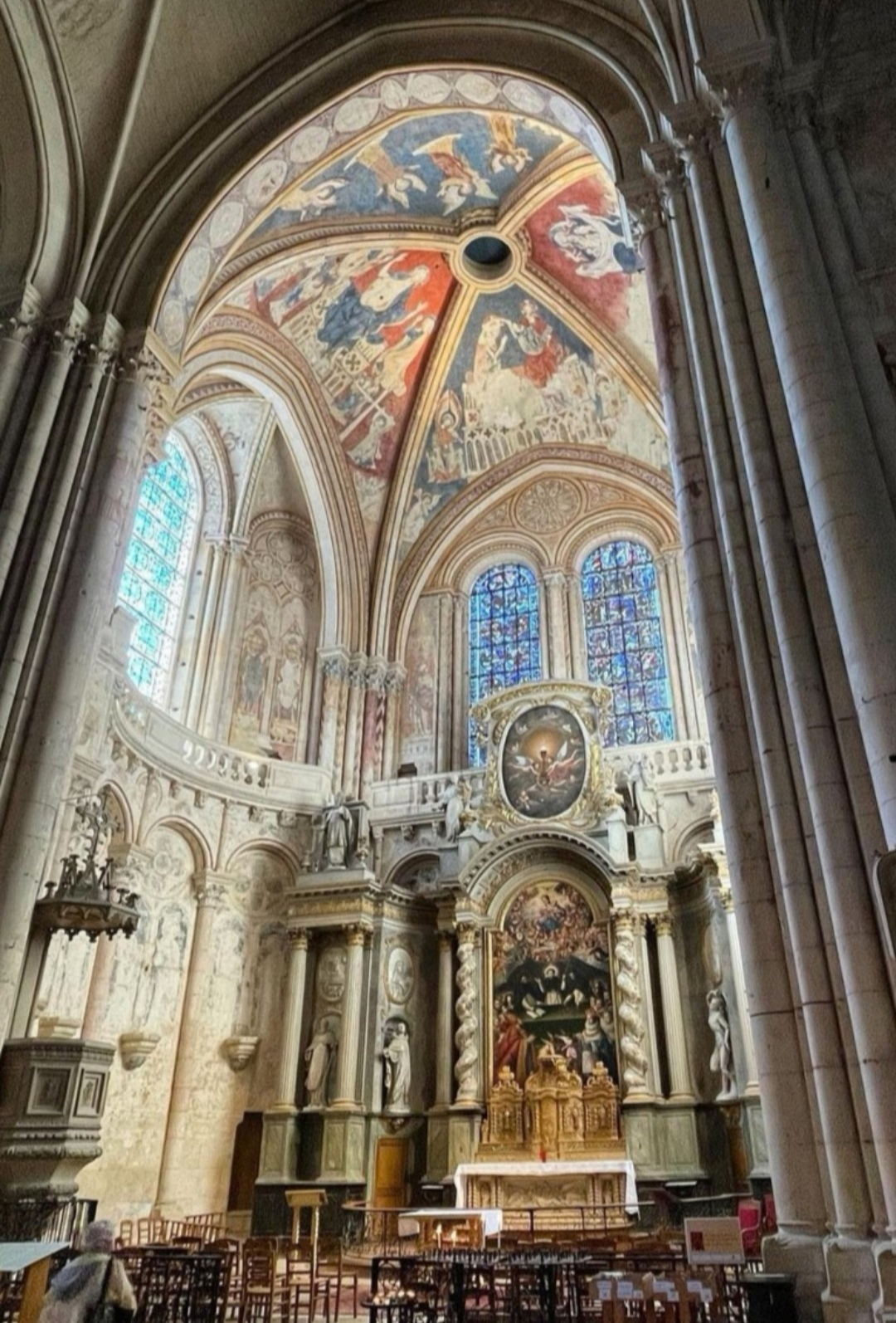
Peintures médiévales du transept sud

De dimensions modestes, les bras du transept nord et sud sont dépourvus de portail. Couronnés d'un oculus, les voûtes reposent sur des chapiteaux ornés de végétaux. Les bras du transept disposent d'une coursière de circulation et d'une balustrade datée du XVIIIe siècle.
La restauration du bras sud du transept de 2015 à 2017 a mis au jour des peintures murales de la fin du XIIIe siècle, recouvertes au XVIIIe siècle d'un badigeon blanc. Ce décor d'art gothique rayonnant réalisé probablement durant l'épiscopat de Gauthier de Bruges (intronisé en 1280 et mort en 1307) se retrouve sur l'ensemble de la voûte de la chapelle sud. Une scène différente est représentée sur les quatre voutains: au nord l'offrande des couronnes; au sud, Couronnement de la Vierge ; à l'est, le jugement dernier; à l'ouest, Sein d'Abraham.

#### Les vitraux

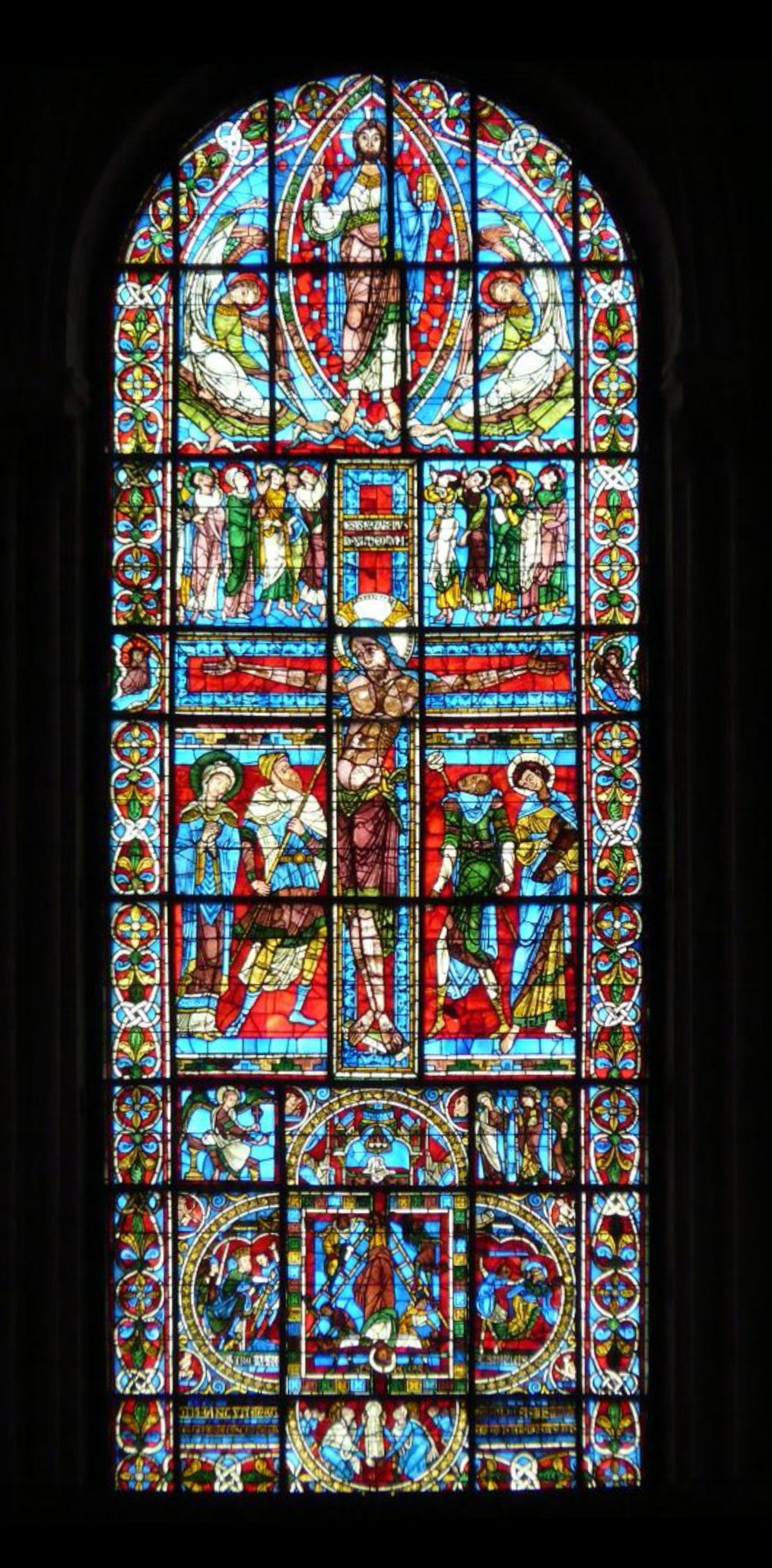
Vitrail de la crucifixion, XIIe siècle, situé au dessus de l'autel majeur

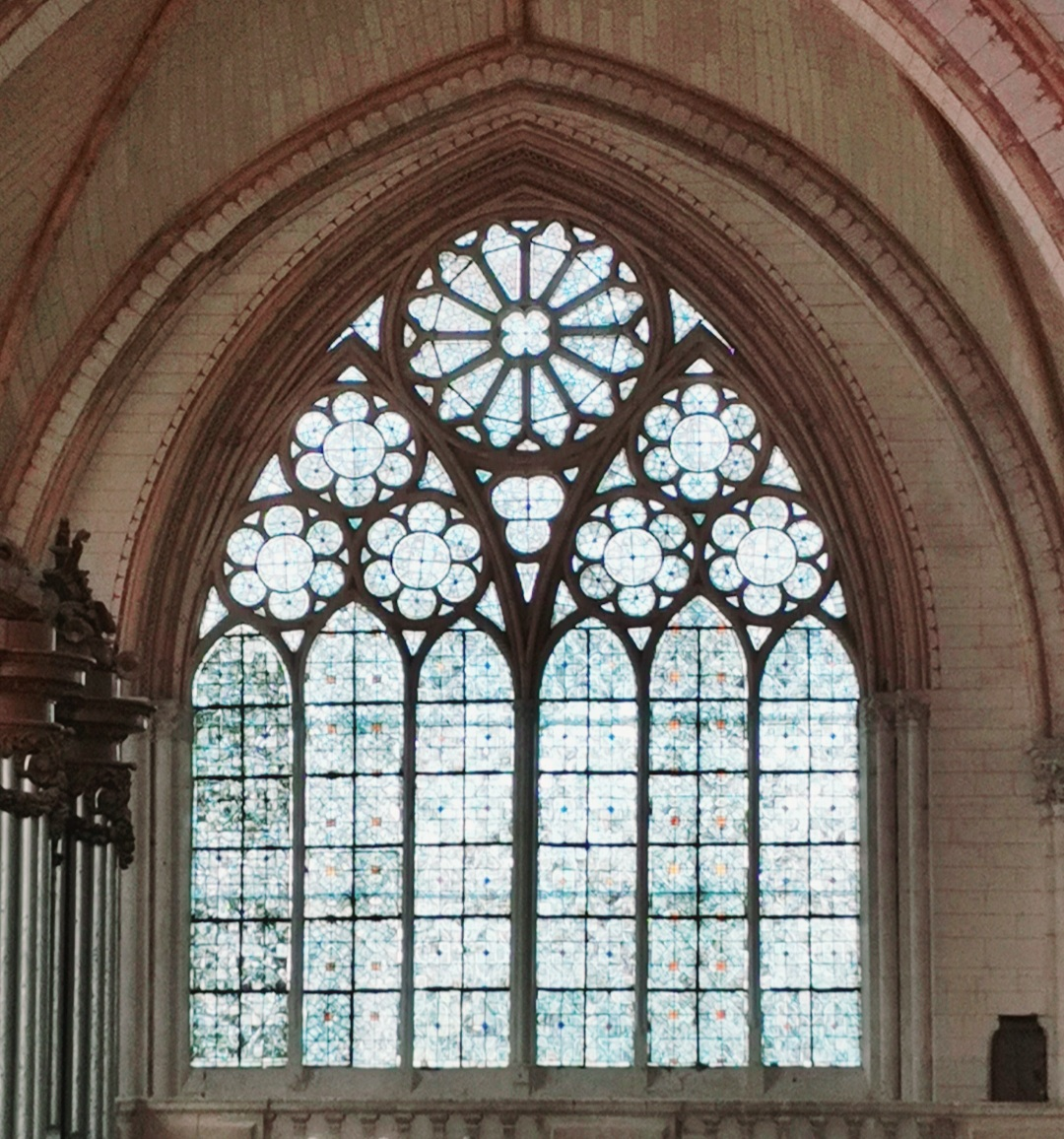
Vitraux de la cathédrale Saint-Pierre de Poitiers, grisailles du XIIIe siècle

La cathédrale possède un des plus beaux ensembles de vitraux des XIIe et XIIIe siècles de l'ouest de la France. Les trois verrières du haut chevet droit sont les plus anciennes.
- Au centre, au-dessus de l'autel, existe encore un des plus vieux vitraux de tout le monde chrétien (XIIe siècle) : le vitrail de la crucifixion[11],[12]. Sa taille (8,35 × 3,10 m) est exceptionnelle pour un vitrail de la seconde moitié du XIIe siècle et pour sa date précoce dans l'histoire de cet art qui s'épanouit au XIIIe. C'est une œuvre remarquable, aussi, par la puissance dramatique de l'évocation, l'intensité et la gamme des couleurs, la mise en scène des personnages. Le quadrilobe du bas s'ordonne autour du crucifiement de saint Pierre. Au milieu du vitrail, la crucifixion se détache sur un fond rouge inhabituel. Assisté de la Vierge et de saint Jean, le Christ garde les yeux ouverts en présence des soldats porteurs de la lance et de l'éponge. Au-dessus des bras de la croix, la Vierge et les Apôtres, aux attitudes variées, sont les témoins de l'Ascension que désignent deux anges. En décembre 2004, le vitrail a été reposé après restauration et nettoyage dans les ateliers angevins Barthe-Bordereau. Un verre de doublage placé à l’extérieur le protège. Les serrureries et les plombs abîmés ont été changés, les plombs de casse remplacés par des collages.
- Autour de ce vitrail, dans la verrière de droite, la vie de saint Pierre est représenté et dans celle de gauche, celle de saint Laurent.
- Les baies du côté nord et celles de la troisième travée sud sont consacrées à l'Ancien Testament, celles du flanc sud au Nouveau Testament.
- Aliénor d’Aquitaine, Henri II Plantagenêt, donateurs laïcs, et leurs quatre fils, sont représentés dans le registre inférieur du vitrail de la Crucifixion du chevet de la cathédrale[13].

## Les peintures murales

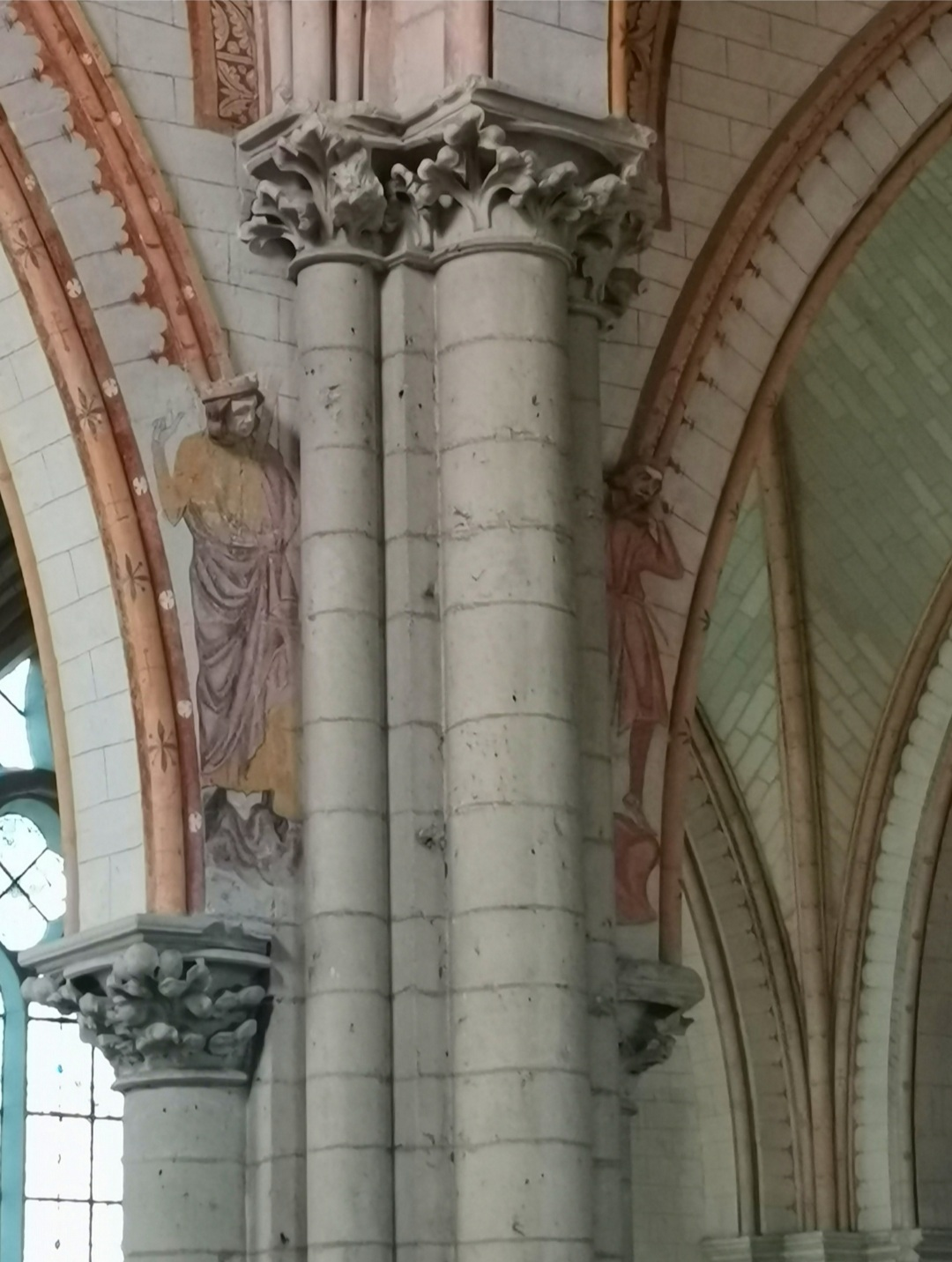
Cathédrale de Poitiers, personnages peints

Les décors peints dans la première travée datent de la fin du XIIIe siècle. Les arcs et les nervures ont été soulignés par un décor peint mis au jour à la fin du XXe siècle dans les deux travées occidentales. Les moulures d'extrados retombent sur des têtes sculptées à fort relief et associées à des corps peints en trompe-l’œil. Ces personnages expressifs forment d'étonnantes silhouettes dont la technique mixe la sculpture et la peinture. Cette technique évoque celle de l'émail.
Une peinture sur un mur de la nef représente Jésus à Gethsémanie et date de la fin du XVIIe siècle. Une autre représente la Sainte Famille. Elle date de 1670-1675. Elle a été commandée par le chapelain de la cathédrale. Durant la période révolutionnaire, elle a été badigeonnée de blanc. Elle a été dégagée en 1847. Au centre, se trouve l'Enfant Jésus. Au-dessus de lui, Dieu le Père et une colombe qui symbolise le Saint Esprit. À gauche, Anne et Joachim, les parents de Marie. À droite, Marie et Joseph, les parents de Jésus. Dans les médaillons, sont représentés les grands moments de la vie de la Vierge Marie. Dans le bas-côté gauche de la nef se trouve une déposition de Croix peinte par Jean Boucher de Bourges.
En 2012, lors de sondages préliminaires à des travaux pour endiguer des infiltrations d'eau sur des voûtains de la nef, un superbe ensemble de peintures médiévales est découvert sous le badigeon « imitation pierre » réalisé en 1783 dans une esthétique néoclassique. Après un chantier de dégagement des peintures murales du XVIIIe siècle qui dura dix mois; en novembre 2015 débuta la restauration des peintures de la deuxième moitié du XIIIe siècle. Elle s'achève en mars 2016,,.

## Le mobilier
Au lendemain de la Révolution, un certain nombre d’œuvres de couvents ou abbayes supprimés ont trouvé place à la cathédrale : autel de marbre noir et d’esprit baroque de l’abside centrale du chevet (abbaye bénédictine de la Trinité, à la fin du XVIIe siècle, l’Assomption), grand retable en bois du bras sud (couvent des dominicains, XVIIe siècle, l’institution du rosaire), retable en chêne du bras nord (couvent des capucins, du XVIIIe siècle) avec tabernacle de 1700-1701 provenant du couvent des carmélites.

### Les stalles
Les stalles ont été mises en place sous l'épiscopat de Jean de Melun (1235-1257). Elles comptent parmi les plus anciennes conservées en France. Ces stalles sont un bel exemple du gothique parisien et comptent parmi les plus anciennes de France. Elles étaient une centaine à l’origine et il en reste, de nos jours, 37 de chaque côté. Même réduites à 74, elles rappellent l'importance du chapitre cathédral.
Les écoinçons de l'arcature qui s'inscrit sur les hauts dossiers, s'ornent d'anges tenant deux couronnes, représentés en alternance avec une multitude de sujets variés: animaux familiers, scènes de la vie courante, figurations allégoriques des vices, un architecte et ses instruments, une Vierge à l'Enfant à la grâce un peu maniérée.

### Retables
Dans le bras sud du transept, un beau retable date du XVIIe siècle. Ce retable dont les ors et les colonnes salomiques dénoncent le caractère baroque, est accompagné d'un tabernacle daté des années 1630 et d'une toile commandée en 1616. Sur la porte du tabernacle, sont sculptés la Vierge qui remet un rosaire à saint Dominique et un chien qui tient un flambeau dans sa gueule. Cette image illustre un jeu de mots: les dominicains se veulent "Domini cane", c'est-à-dire les "chiens du Seigneur". Parmi les personnages représentés sur la toile, figurent le roi de France Louis XIII et sa femme Anne d'Autriche qui firent halte à Poitiers au retour de leur mariage à Bordeaux.

### Statuaire
Devant l'autel du chevet, une Vierge à l'Enfant du XVIIe siècle. La Vierge esquisse un mouvement rapide pour éloigner l'Enfant de la gueule du serpent qui vient de surgir sous son siège. La souplesse propre à la terre cuite convient singulièrement pour exprimer le péril de l'instant, immédiatement perceptible dans le gestuel et le froissé des drapés. Elle a été sculptée par Pierre Biardeau.

## L'orgue

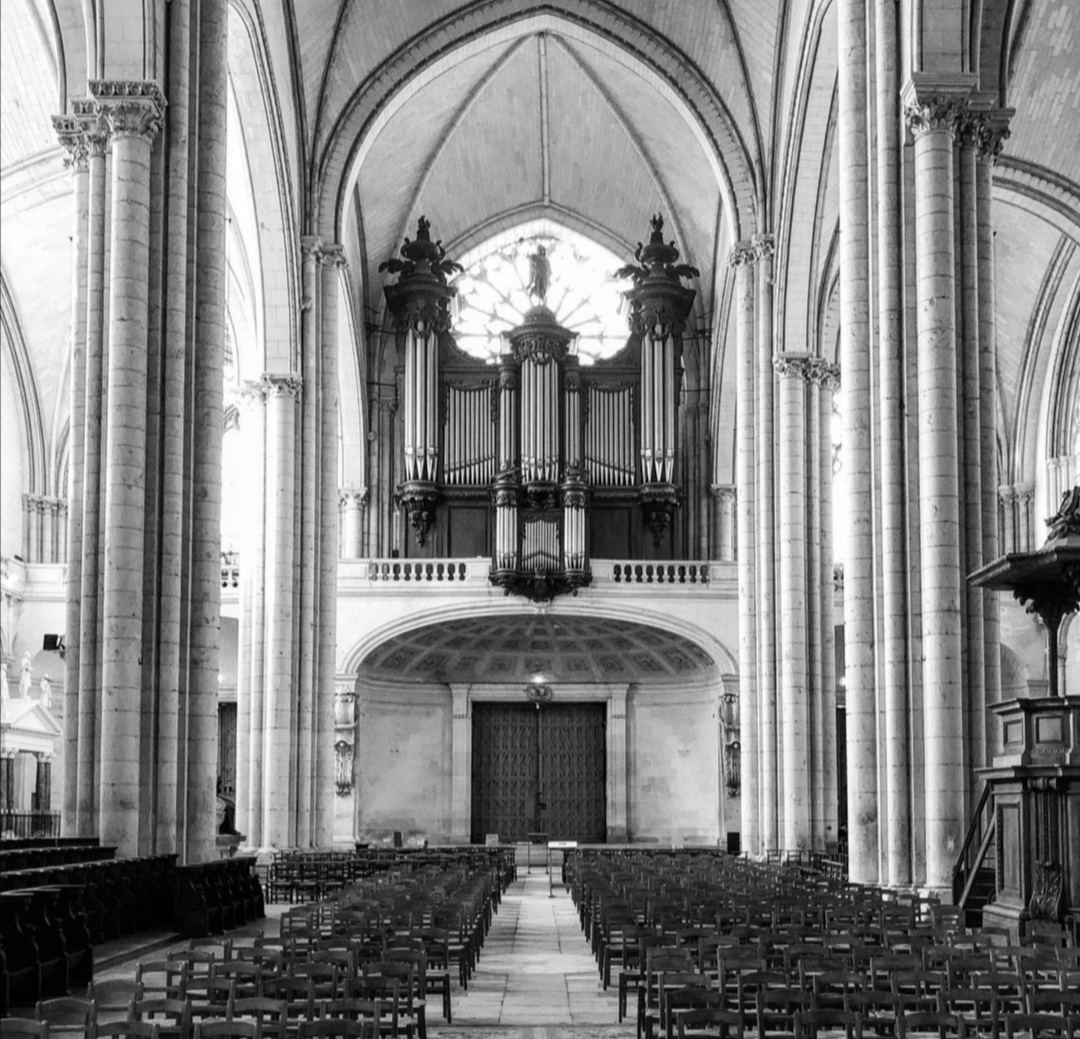
Orgue François-Henri Clicquot de la cathédrale de Poitiers

La cathédrale possède des orgues qui sont parmi les plus belles et les plus célèbres de France, remontant au XVIIIe, dues au facteur d'orgue parisien François-Henri Clicquot assisté par son fils Claude-François.
Des recherches approfondies menées par Jean-Albert Villard, organiste titulaire, de 1949 à 2000, permettent de penser qu'en 1363 existait déjà un orgue à la cathédrale, et certainement un orgue de tribune.
Vers 1460, Pierre de Montfort, religieux bénédictin, avait construit un orgue proposé comme modèle pour les cathédrales de Besançon et de Chartres. Lors du sac de Poitiers, les 27 et 28 mai 1562, la cathédrale fut le théâtre de pillages et l'orgue fut détruit.
En 1582, un premier projet de reconstruction est avorté. Mais le chapitre fit construire, en 1611, un orgue par Crespin Carlier. Il fut réceptionné en mai 1613. Cet orgue connut un destin tragique dans la nuit du 25 au 26 décembre 1681: un brasero mal éteint, servant aux organistes et souffleurs, provoqua un incendie dans lequel l'orgue fut détruit.
Une campagne de travaux permit, de 1770 à 1778, de construire la tribune actuelle due à l'architecte poitevin Vetault.
Le grand orgue, commandé par les chanoines en 1787, a été installé en février 1791. Il dispose de quatre claviers manuels et d'un clavier de pédales, qui commandent 3 000 tuyaux. Les jeux d’anches constituent près du tiers de l’ensemble.
Sorti intact de la période révolutionnaire, les détériorations dues à l'usage, à l'accumulation de la poussière imposaient des interventions restauratrices au cours du XIXe siècle.
En 1838, lors de travaux du démontage de la rosace, l'orgue fut exposé sans protection aux intempéries et aux oiseaux. Sa robustesse et le soin apporté au choix des matériaux et à la construction lui permirent de résister.
Il a été classé au titre objet aux monuments historiques, le 11 juin 1908.
Deux organistes en sont nommés co-titulaires en 2000 : Olivier Houette et Jean-Baptiste Robin. Olivier Houette en est seul titulaire depuis 2010.
| Grand Orgue ut 1 à mi 5 | Positif ut 1 à mi 5 | Récit sol 2 à mi 5                         | Écho sol 2 à mi 5                | Pédale la 0 à ut 3                                                       |
| Montre 16' Bourdon 16' Montre 8' Second 8' Bourdon 8' Prestant 4' Grande tierce 3' 1/5 Nazard 2' 2/3 Doublette 2' Quarte de nazard 2' Tierce 1' 3/5 Fourniture V Cymbale IV Grand cornet V 1re Trompette 8' 2e Trompette 8' 1er Clairon 4' 2e Clairon 4' Voix humaine 8' | Montre 8' Bourdon 8' Dessus de flûte Prestant 4' Nazard 2' 2/3 Doublette 2' Tierce 1' 3/5 Plein-jeu VII Cornet V Trompette 8' Clairon 4' Cromorne 8' | Flûte 8' Trompette 8' Hautbois 8' Cornet V | Bourdon 8' Flûte 8' Trompette 8' | Flûte 16' bouchée Flûte 8' Flûte 4' Bombarde 16' Trompette 8' Clairon 4' |

## Les cloches

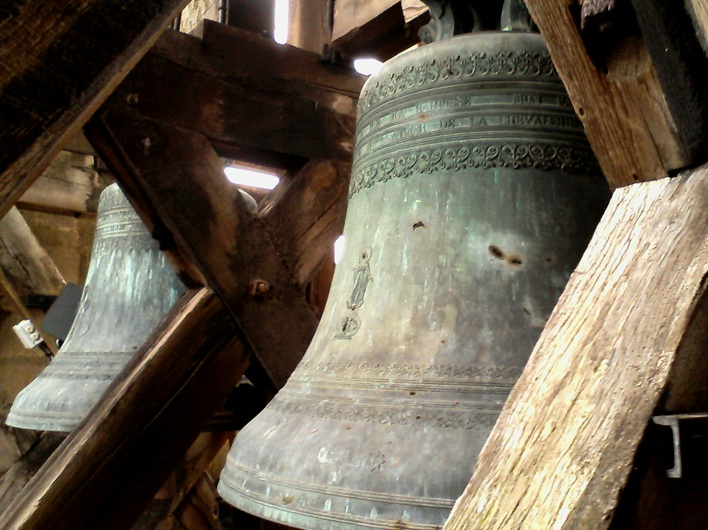
Cathédrale de Poitiers, cloches de la tour nord

La cathédrale possède une sonnerie de six cloches de volée. Le bourdon se trouve seul dans la tour sud (celle de droite) et les cinq autres cloches dans la tour nord (celle de gauche). Ces cinq cloches ont été coulées le dimanche 15 juin 1862 par Bollée père et fils, fondeurs au Mans et baptisées le jeudi 3 juillet 1862.
- Le bourdon (sans nom) : La bémol 2 - 4.500 kilos (Ø = 1,95 m), fondu en 1734 par Antoine Brocard, Claude Brocard et Charles Febvre.
- Anne-Marie-Joseph : Ré bémol 3 - 1.642 kilos (Ø = 1,41 m).
- Caroline : Mi bémol 3 - 1.135 kilos (Ø = 1,25 m).
- Blanche-Marie : Fa 3 - 768 kilos (Ø = 1,11 m).
- Mélanie : Sol bémol 3 - 637 kilos (Ø = 1,03 m).
- Marie-Élisabeth : La bémol 3 - 435 kilos (Ø = 91 cm).

## Le trésor
Le trésor de la cathédrale est maintenant présenté dans la tour sud. Il regroupe une soixantaine d'œuvres allant du XIIe au XXe siècle.